# Frontloadercontainer
En Frontloadercontainer – ofte kaldet frontloader, selvom det er betegnelsen for den bil der tømmer containeren – er en mellemstor affaldscontainer, der står fast hos brugeren og tømmes på stedet.
Som det engelske navn angiver, læsses affaldet ind fra forenden af køretøjet. Dette foregår ved at et sæt spyd (kaldes ofte gafler) på bilen stikkes ind i tilsvarende beslag på containeren, hvorefter læssearmen løfter containeren op over førerhuset og vipper affaldet ned i et hul i taget af ladet.
Denne type containere er det afgjort nemmeste for chaufføren, idet han/hun slet ikke behøver forlade bilen i løbet af arbejdsdagen. Det forudsætter naturligvis at brugeren kan finde ud af at lukke lågerne efter sig og rydde tilkørselsvejen foran containeren!
Størrelserne varierer fra 1,5 til 14 m³, men de fleste er fra 6 til 9 m³ her i landet.
Systemet er nok mest kendt fra USA, hvor containerne står i stort set alle baggyderne. I amerikanske film er det altid her heltene lander blødt når de hopper ud fra 3. sal, eller der hvor skurkene smides i, indtil Politiet kommer.

## Historie
Frontloadercontaineren er opfundet i USA, og alle nuværende produkter er baseret på Dempster-Dumpmaster-systemet, opfundet af brødrene Dempster i 1930'erne. Containerne kaldtes Dumpsters, sammensat af engelsk dump om et sted hvor man smider affald og navnet Dempster. I engelsktalende lande benyttes ofte ordet dumpster om alle denne type containere, selvom navnet er et registreret varemærke tilhørende Krug International Corporation